# Mappa strategica

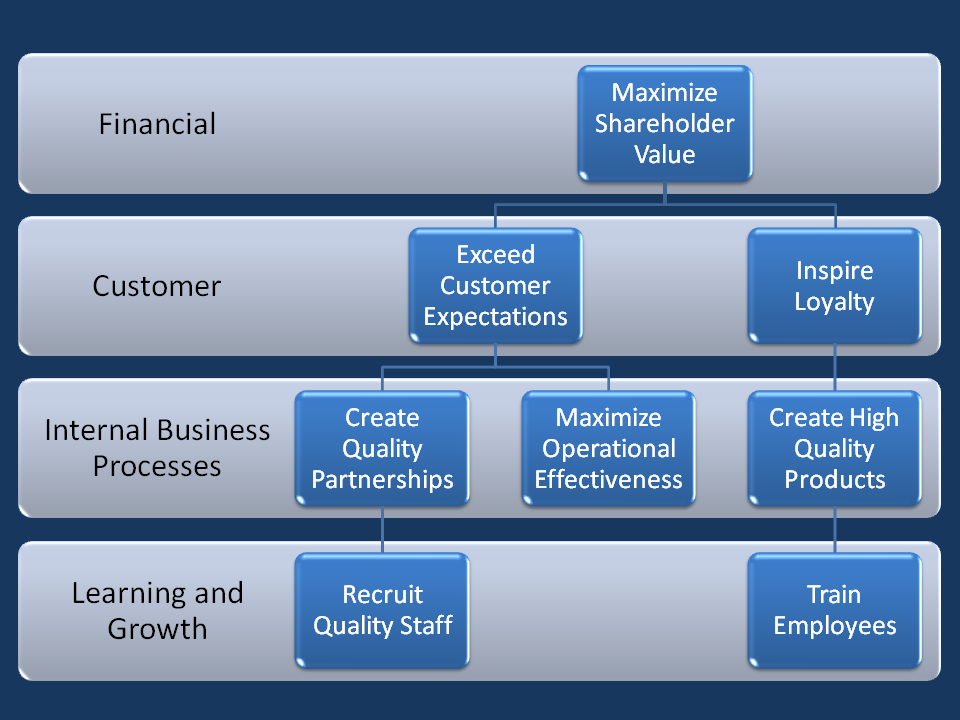
Un esempio di mappa strategica

La mappa strategica è la rappresentazione visuale delle variabili che configurano il modello di business di un'azienda e delle principali iniziative sulle quali è fondata la sua azione competitiva.
Gli aspetti normalmente indagati includono gli obiettivi perseguiti, le politiche strategiche, le attività critiche nella prospettiva della creazione del valore, gli attributi del contesto e dell'organizzazione più importanti per comprendere le ragioni alla base della strategia perseguita.
La redazione di una mappa strategica può servire a supportare la riflessione critica sulla strategia aziendale, a comunicarla a terzi e a supportare l'identificazione di misure di performance opportune.